# Dicranomyia guttata
Dicranomyia guttata är en tvåvingeart som först beskrevs av Philippi 1866.  Dicranomyia guttata ingår i släktet Dicranomyia och familjen småharkrankar. Inga underarter finns listade i Catalogue of Life.